# Kunigunde af Luxembourg
Kunigunde af Luxembourg (født ca. 975, død 3. marts 1033) var tysk-romersk kejserinde, der blev katolsk helgen. Hun er skytshelgen for Luxembourg, Litauen og Polen.
3. marts er Kunigundes dag. Kunigunde var enke efter den tysk-romerske kejser Henrik 2. den Hellige, der døde 1024. Hun beviste sin fromhed ved at gå på glødende jern. Hun blev kanoniseret af Pave Innocens III i 1200.